# Cerkessk
Cerkessk (în rusă Черкесск) este un oraș din Republica Karaciai-Cerkessia, Federația Rusă, cu o populație de 116.244 locuitori. Orașul Cerkessk este capitala Republicii Karaciai-Cerkessia.
1. ↑   https://news.rambler.ru/other/44377186-glavoy-cherkesska-izbran-byvshiy-zammera-goroda-aleksey-baskaev/ Lipsește sau este vid: |title= (ajutor)